# Кизилколь
Кизилко́ль (каз. Қызылкөл) — село у складі Сузацького району Туркестанської області Казахстану. Входить до складу Кумкентського сільського округу.
Населення — 626 осіб (2021; 732 у 2009, 778 у 1999, 758 у 1989).